# Символ лари
Символ или знак лари (₾) — типографский символ, который входит в группу «Символы валют» (англ. Currency Symbols) стандарта Юникод: оригинальное название — Lari sign (англ.); код — U+20BE. Используется для представления национальной валюты Грузии — лари.
Характерные символы, выполняющие эти функции: ₾ • ლ. Кроме того, для краткого представления лари используются коды стандарта ISO 4217: GEL и 981.

## Начертание
Символ «₾» представляет собой фрагмент грузинской буквы «ლ (ласи)», напоминающий латинскую букву «L», который перечёркнут в верхней части двумя параллельными вертикальными штрихами. Конкретное начертание зависит от шрифта, использованного для вывода символа. Однако в представлении знака, направленного Национальным банком Грузии в консорциум Unicode специально отмечается, что при адаптации символа для различных шрифтов необходимо сохранять два штриха, не сливая их в один, как это часто делается в случае с другими знаками валют.

## Использование в качестве сокращения названий денежных единиц
Символ «₾» используется для представления национальной валюты Грузии — лари (груз. ლარი; англ. Lari). Он был отобран по результатам конкурса и утверждён Советом директоров Национального банка Грузии 7 июля 2014 года.